# Стрельбицкие
Стрельби́цкие (укр. Стрільбицькі; пол. Strzelbiccy) — шляхетский род восточно-галицкого происхождения, герба Сас, и польская ветвь рода из Закрочима, герба Слеповрон.

## История
Фамилия возникает на рубеже XV—XVI веков, происходит от названия родового села Стрельбичи (укр. Стрільбичі), под Старым Самбором, в котором Стрельбицкие были князьями-войтами(в настоящее время Львовская область Украины). До возникновения отсёлой фамилии — Strzelbicki — представители рода именовались «Курыковычами» и «Даниловычами».
Представители шляхетского рода Стрельбицких выводили своё происхождение с времён Галицко-Волынского государства (лат. Regnum Rusiae — «королевство Руси»). Согласно родовой легенде предок Стрельбицких «Данила с Кульчиц» был ловчим у князя, короля Руси Льва Даниловича.
Список грамоты князя Льва Даниловича, что сохранился в актовых документах королевства Галиции и Лодомерии гласит: «Ego in Deo Leo princeps dominus Rusiae Terrae…» что в переводе с латыни звучит как:
Я, Лев, государь от Бога, господин всея земли Руси, подарил своему милому подданному, благородному Даниле с Кульчиц, поток Яблонька на Самборском гостинце (тракте)…Акти та документи Галицько-Волинського князівства (укр.). Наукове товариство ім. Шевченка стр. 733, 756, 838—840, 877—878, 1020—1021.
- В 1505 году Сидор с Кульчиц, войт Стрельбич, составил завещание своим сыновьям: «Тымку», «Стецю» и «Яреме».
- В 1519 году «Ярема» Стрельбицкий получил шляхетскую грамоту от короля Сигизмунда I Старого.
- В 1556 году король Сигизмунд ІІ выдал грамоту шляхетному Матвею и православным священникам Ивану и «Базилию» Стрельбицким, текст которой в 1621 году был вписан в акты Перемышльского городского суда.
- 19 июля 1582 года король Стефан Баторий, вернув Полоцк, в обозе под замком Полоцким подтвердил грамоту Сигизмунда ІІ, для «Стеца», «Демиана» и Ивана Стрельбицких.
- В 1586 году Борис Годунов, который был фактическим правителем в Московском государстве во время царствования Фёдора Иоанновича, и ордынский царевич на московской службе Абдулла Ак-Кубеков обратились с посланием к киевскому  магнату, воеводе Киевскому, князю Константину-Василию Острожскому, чтобы тот осудил атамана Запорожского «Стрєлбитского», который возглавлял поход черкасских казаков на станичников московских:

…к воронаже ночю пришед на дону гсдря ншго воиводу убили и острог воронаж сожгли и гсдря ншго людеи побили да и ис Переяславля ж посол запорожскои атаман стрелбитцкои а с ним пошло черкас с триста члвкъ а пошли на Дон и на Донецъ гсдря ншго станичников громил и гсдря ншго казаков и ты б пан рада княз василеи костянтинович такие дела себе розидил пригожее ли такое дело в ннешнее ва ере мирное время делаетца а именно писал есми и тебе и пану раде ко кнзю василю костянтиновичу острожскому с повеленя и с приговору црвча арасланалея какбуловича ак кубековича…
- В 1619 году «Теодор» Стрельбицкий с супругой Анной с дома Майковских составили завещание в пользу Михайловского Златоверхого монастыря по которому передали монахам часть своего имения.
- 1626 г. После битвы под Цецорой, (или Хотином?) «Грыць» и «Яцко Стрельбицкие» находятся в татарском плену и их сестра собирает выкуп для своих братьев.
- 1646 г. Сеймик Вишневецкий подтверждает шляхетское достоинство Григория, Самуеля и Александра Стрельбицких.
- 1649 г. Стецко Стрельбицкий, казак Паволочской сотни Белоцерковского полка в реестре Войска Запорожского[6].
- 1654 г. «Якуб» Стрельбицкий, сын «Теодора Стрельбицкого» был женат на Выговской, носил титул чашника Черниговского, выбирался делегатом на Сейм в Варшаве от Киевского и Черниговского воеводств.
- 1684 г. Ян III Собеский, король Польський, находясь в Яворовской резиденции выдал привилей для Марии Стрельбицкой, покойного Ивана Стрельбицкого вдовы и её малолетних детей:

Чтя заслуги Ивана и Базилия Стрельбицких, товарищей гусарской хоругвы каштеляна Белзского, которые были с Нами в битве под Веной и Базилий под Парканами от турок погиб, а также заслуги Ивана Стрельбицкого — мужа Марианны, который в той-же хорогве служил и был смертельно ранен в под Веной. Решил за труды ихние ратные дать имение войтовское с полями у села Стрельбичи, которое удерживали указанные Базилий и Иван Стрельбицкие-Михалковичи, синовья Стефана Стрельбицкого, что под Стриногом убит…
- До 1687 г. Теофилат Стрельбицкий основывает в Выгове греко-католический Успенский монастырь.
- 1701 г. Король Август II Сильный жаловал имение Шепеличи[укр.] (Чепеливка?) в Киевском воеводстве пану «Яну Якубовичу Стельбицкому», хорунжему панцерной хоругви киевской. В дворянском деле киевского ювелира Самсона Стрельбицкого и его сыновей, сохранился список этой грамоты, написанный на западнорусском языке (украинской латинице).
- 1731—1732 г. Иеромонах Мамонт (Стрельбицкий) является настоятелем Троицко-Измайловского собора в Санкт-Петербурге.
- 1748 г. Василий Никифорович (Нечипорович) Стрельбицкий, козацкий старшина лохвицкой сотни Миргородского полка.

Феодосия Стрельбицкая, меценат Успенской церкви

- Во 2-й половине XVIII в. галицкая шляхтянка Феодосия Стрельбицкая, супруга священника села Миклашев отца Алексея Стрельбицкого пожертвовала для Успенской церкви 6 000 злотых, в память об этом её портрет был установлен в Успенской церкви.[7] Сейчас этот портрет находится в собрании Бориса Возницкого — Львовской национальной галерее искусств в экспозиции Олесского замка.
- 1768—1784 гг. Стефан Васильевич Стрельбицкий, лохвицкий писарь, войсковой товарищ в Гетманщине.

## Имперский период

Шляхетская грамота подольской ветви рода Стрельбицких

Издание гербовника шляхты Галичины и Буковины, 1857 г

- После раздела шляхетской республики Речь Посполитая и аннексии украинских земель в состав Всероссийской и Австрийской империй Стрельбицкие добивались подтверждения своего шляхетского происхождения в этих империях.

Сохранились документы по Подольской, Волынской и Киевской губерниях, и царству Польскому Всероссийской империи, а также в королевстве Галичины и Володомерии Австрийской империи.
- 1782 году, в королевстве Галиции и Лодомерии Австрийской империи шляхетский статус подтвердили представители четырёх ветвей рода Стрельбицких:

1. Strzelbicki (Daniłowicz) Samuel — Lwow. Sąd ziemski roku 1782 (Стрельбицкий-Данилович Самуель — Львов. Суд земский в 1782 году);
2. Strzelbicki (Michałkowicz) Iqnacy i Franciscek — Przem. Sąd qrodzki roku 1782 (Стрельбицкие-Михалковичи Игнаций и Францишек — Перемишль. Суд гродский в 1782 году);
3. Strzelbicki (h. Sas) Wojciech i Ludwik — Maqnaci, roku 1782 (Стрельбицкие герба Сас, Войцех и Людвиг — Магнацкая комиссия в 1782 году);
4. Strzelbicki (h. Sas) Jan — Halicki Sąd ziemski, roku 1782 (Ян (Иван) Стрельбицкий, герба Сас — Галицкий суд земский в 1782 году).

- Михаил Стрельбицкий (1728—1807) протопоп в княжестве Молдавском. Сначала служит в Яссах (современная территория Румынии), а потом Дубоссарах (Молдова), благословлял казаков, которые составляли практически половину всех войск Суворова на штурм турецкой крепости Измаил.
- 16 мая 1792 года:

Молдавскому протопопу Михаилу Стрѣльбицкому в награждение службы его, оказанной нам в течение минувшей с Турками войны, повелеваем отвесть землю в Дубоссарах для водворения его и позволить ему завести тамо типографию для печатания книг на греческом, российском, молдавском и прочих языках, производя ему пенсию по триста рублей в год…Указ Её величества императрицы всероссийской Екатерины II
- В Подольском воеводстве проживало более двух десятков шляхетских родов Стрельбицких. В 1785 году Иосиф Стрельбицкий возбудил перед Подольским дворянским собранием ходатайство о подтверждении своего шляхетского происхождения и включении рода в дворянское сословие Всероссийской империи. В 1801 году в соответствии с пунктом 92 было подтверждено дворянское происхождение. В 1803 году высочайшим указом герольдии Иосиф Стрельбицкий и его род были признаны дворянами первой степени, и фамилия их была внесена в первую часть дворянской родословной книги Подольской губернии.

Диплом о дворянском происхождении хранился у протоиерея греко-католической Подольской епархии, отца Христофора Иосифовича Стрельбицкого, отца духовного писателя, протоиерея Иоанна Христофоровича Стрельбицкого.
- В 1808—1814 годах, «Никола-Иван» Стрельбицкий и его кузен Винцентий[пол.] Шептицкий шеволежеры полка императорской гвардии Наполеона[пол.], Стрельбицкий становится ротмистром кавалерии, берет участие в испанской и московской кампаниях, сражается в «битве народов» под Лейпцигом, потом под командованием маршала Даву пребывает в Гамбурге, защитники которого капитулировали только после отречения Наполеона.
- Его брат Юрий (Георгий) де Стрельбицкий, после окончания 10 июля 1793 г. Львовской духовной семинарии становится каноником (1818 г.), потом архидиаконом, деканом Перемишльським, советником и референтом митрополичьей консистории при митрополите Галицком Михайле (Левицком).

В 1854—1855 гг., в чине прапорщика Иван Стрельбицкий (1828—1900) участвовал в обороне Севастополя (Крымская война 1854—1855 гг.) В 1865 г. руководил составлением «Специальных карт Европейской России» (масштаб 10 верст в 1 дюйме) в масштабе 1 к 420 000. В 1874 дал первые точные сведения о площади России. Соотношение: «1\6 часть суши на планете Земля во время царствования всероссийского императора Александра II занимает Российская империя», это его формула.
В Русско-турецкую войну 1877—1878 г. Антон и Лев Стрельбицкие, офицеры 24-го коломыйского пехотного полка австро-венгерских войск, в составе которого берут участие в оккупации Боснии и Герцеговины. Их полк участвует в битве с турками за город Брчко. В память об этом событии они сочинили песню:
Ой кувала зазуленька в Вербіжі на мості,
Прийшла карта із бецирку в Яблунів у гості.
А та карта біленькая вісточки принеса,
Щоб резерва Пармезанська у бецирку стала.
Ходіть хлопці, цісар кличе турка воювати,
Бо москаль сам не дав ради, треба помагати.
В Коломиї, руськім місті, задзвонили дзвони,
Злетілись наші хлопці з всієї сторони.
Ся злетіли, ся зібрали, в місті на риночку,
А панове коломийські, виточили бочку.
Виточили бочку пива, стали промовляти,
А музики в труби, бубни давай вигравати…
- Стрельбицкий Аркадий Евгеньевич — В 1914—1916 вице-губернатор, а в 1916—1917 губернатор Эреванской губернии.[10]

## Варианты написания фамилии
- В старину фамилия писалась кириллицей через ять: Стрѣльбицькій, или Стрѣльбѣцькій.
- По-украински — Стрільбицький, или Стрельбицький, (в украинском языке устаревшая буква ять передает звук — и, укр. «i») в современном русском произношении звучит как Стрильбыцькый и Стрэльбыцькый.
- По-польски — Strzelbicki, в произношении звучит как Стшельбицки, от польской транскрипции произошёл русский вариант написания Стржельбицкий и Стрежельбицкий.
- По-белорусски — Стральбіцкі, Stralbicki.
- Современное русское написание — Стрельбицкий, или Стрельбитский.
- В XVII и до начала XIX века на русском языке фамилию писали — Стрильбицкій и Стрѣльбицкій.[11]